# Ponziani-Eröffnung
|   | a | b | c | d | e | f | g | h |   |
| 8 |   |   |   |   |   |   |   |   | 8 |
| 7 |   |   |   |   |   |   |   |   | 7 |
| 6 |   |   |   |   |   |   |   |   | 6 |
| 5 |   |   |   |   |   |   |   |   | 5 |
| 4 |   |   |   |   |   |   |   |   | 4 |
| 3 |   |   |   |   |   |   |   |   | 3 |
| 2 |   |   |   |   |   |   |   |   | 2 |
| 1 |   |   |   |   |   |   |   |   | 1 |
|   | a | b | c | d | e | f | g | h |   |

Die Grundstellung der Ponziani-Eröffnung nach 3. c2–c3
Bei der Ponziani-Eröffnung (veraltet auch Englisches Springerspiel) handelt es sich um eine Eröffnung des Schachspiels; sie zählt zu den Offenen Spielen. Der ECO-Code lautet C44.
Die Ponziani-Eröffnung beginnt mit den Zügen
1. e2–e4 e7–e5
2. Sg1–f3 Sb8–c6
3. c2–c3
Erstmals analysiert wurde sie zu Beginn des 18. Jahrhunderts von ihrem Namensgeber, dem italienischen Schachspieler und Schriftsteller Domenico Lorenzo Ponziani. Weiß plant mit der Ponziani-Eröffnung nach 3. c2–c3 im nächsten Zug mit 4. d2–d4 die Herrschaft über das Zentrum des Schachbretts zu übernehmen. Ein Nachteil des Bauernzuges nach c3 liegt aber darin, dass der Springer auf b1 vorläufig nicht sein übliches Entwicklungsfeld betreten kann. Das schwarze Gegenspiel basiert demgemäß auf dem Angriff des Bauern e4, und zwar mit 3. … d7–d5, mit 3. … Sg8–f6 oder aggressiv mit 3. … f7–f5. Gegen all diese Angriffszüge bekommt Weiß zunächst gutes Spiel: Nach 3. … d7–d5 zum Beispiel mit 4. Dd1–a4, oft gefolgt von Lf1–b5 mit Druck auf c6. Ansonsten geht meist 4. d2–d4, wobei oft interessante Partien entstehen.
Nach einer weiteren Analyse durch Howard Staunton gegen Ende des 19. Jahrhunderts nahm das Interesse an dieser Eröffnung ab. Heute wird sie nur noch sehr selten verwendet und in Großmeisterpartien so gut wie nicht gespielt.
Wenn man jedoch auf schlecht vorbereitete Gegner trifft, hat man trotz des Tempoverlusts (Entwicklung eines Bauern statt einer Leichtfigur im dritten Zug, der auch noch den Springer auf b1 bzw. den Läufer auf c1 blockiert, sollte jener später nach d2 ziehen) zunächst den Überraschungseffekt und gut ausanalysierte Varianten auf weißer Seite. Schwarz muss schon korrekt spielen, um nach Abwicklung der Eröffnung den weißen Entwicklungsrückstand am Damenflügel ausnutzen zu können; andererseits bietet insbesondere die zweite offene Diagonale für die weiße Dame nach a4 dort oft Angriffsmöglichkeiten.